# De Camp Nunatak
De Camp Nunatak är en nunatak i Antarktis. Den ligger i Östantarktis. Nya Zeeland gör anspråk på området. Toppen på De Camp Nunatak är 2 013 meter över havet, eller 16 meter över den omgivande terrängen. Bredden vid basen är 0,54 km.
Terrängen runt De Camp Nunatak är huvudsakligen platt, men åt nordväst är den kuperad. Trakten är obefolkad. Det finns inga samhällen i närheten.